# 阿南町
阿南町（日语：／ Anan chō */?）是長野縣南端、下伊那郡南端、中央阿爾卑斯山所包圍、天龍川右岸的町。長野縣其他的町均讀做「まち」，僅阿南町讀做「ちょう」。